# Microloa
Microloa is een kevergeslacht uit de familie van de boktorren (Cerambycidae). De wetenschappelijke naam van het geslacht werd voor het eerst geldig gepubliceerd in 1924 door Aurivillius.

## Soorten
Microloa is monotypisch en omvat slechts de volgende soort:
- Microloa niveopunctata Aurivillius, 1924